# Nybodtjärnen, Dalarna
Nybodtjärnen är en sjö i Mora kommun i Dalarna och ingår i Dalälvens huvudavrinningsområde.